# 5112 Kusaji
Az 5112 Kusaji (ideiglenes jelöléssel 1987 SM13) a Naprendszer kisbolygóövében található aszteroida. Ueda Szeidzsi és Kaneda Hirosi fedezte fel 1987. szeptember 23-án.